# Kassiterit
Kassiterit, veraltet auch als Zinnstein, Nadelzinn(erz), Holzzinn, Visiergraupen und Cassiterit bekannt, ist ein häufig vorkommendes Mineral aus der Mineralklasse der „Oxide und Hydroxide“. Er kristallisiert im tetragonalen Kristallsystem mit der chemischen Zusammensetzung SnO2, ist also chemisch gesehen Zinn(IV)-oxid und das wirtschaftlich bedeutendste Erz zur Gewinnung von Zinn.
Kassiterit entwickelt meist kurze bis lange, prismatische, nadelförmige oder bipyramidale Kristalle, aber auch körnige bis massige Aggregate in braunschwarzer, grauer, gelbbrauner, grüner oder roter Farbe. Auch farblose Kristalle sind bekannt. Durchscheinende Kristalle zeigen schwachen Dichroismus in Gelb und Rotbraun.

## Etymologie und Geschichte

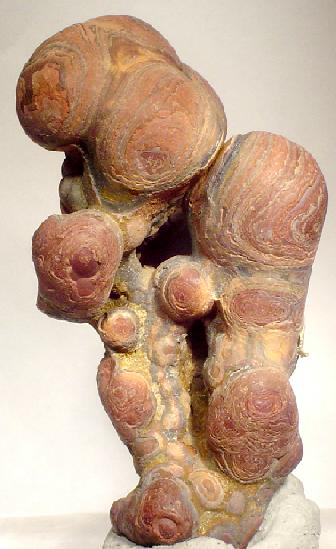
Kassiterit, Varietät Holzzinn aus Durango, Mexiko (Größe: 5,0 cm × 4,9 cm × 3,3 cm)

Der Name Kassiterit leitet sich vom griechischen κασσίτερος kassiteros für Zinn ab. Von Bergleuten wurden die häufig entstehenden, kurzprismatischen und knieförmig verwinkelten Kristallzwillinge oder -viellinge als Visiergraupen bezeichnet. Aggregate in nieriger, glaskopfartiger Ausbildung erhielten die Bezeichnung Holzzinn.
Das Mineral wird aufgrund seines hohen Zinngehaltes (daher auch Zinnstein) bereits seit dem 6. Jahrtausend v. Chr. abgebaut und gehört damit zu den ersten Erzen, die von Menschen genutzt wurden.

## Klassifikation
Bereits in der veralteten 8. Auflage der Mineralsystematik nach Strunz gehörte der Kassiterit zur Mineralklasse der „Oxide und Hydroxide“ und dort zur Abteilung „[Oxide mit] MO2- und verwandte Verbindungen“, wo er zusammen mit Plattnerit, Rutil und dem bisher als fragliches Mineral eingestuften Varlamoffit die „Rutil-Reihe“ mit der System-Nr. IV/D.02 bildete.
Im zuletzt 2018 überarbeiteten und aktualisierten Lapis-Mineralienverzeichnis nach Stefan Weiß, das sich aus Rücksicht auf private Sammler und institutionelle Sammlungen noch nach dieser alten Form der Systematik von Karl Hugo Strunz richtet, erhielt das Mineral die System- und Mineral-Nr. IV/D.02-40. In der „Lapis-Systematik“ entspricht dies ebenfalls der Abteilung „Oxide mit [dem Stoffmengenverhältnis] Metall : Sauerstoff = 1 : 2 (MO2 und verwandte Verbindungen)“, wo Kassiterit zusammen mit Argutit, Paratellurit, Plattnerit, Pyrolusit, Rutil und Tripuhyit die „Rutil-Gruppe“ (IV/D.02) bildet.
Die seit 2001 gültige und von der International Mineralogical Association (IMA) zuletzt 2009 aktualisierte 9. Auflage der Strunz’schen Mineralsystematik ordnet den Kassiterit ebenfalls in die Abteilung der „Oxide mit dem Stoffmengenverhältnis Metall : Sauerstoff = 1 : 2 und vergleichbare“ ein. Diese ist allerdings weiter unterteilt nach der relativen Größe der beteiligten Kationen und der Kristallstruktur, so dass das Mineral entsprechend seiner Zusammensetzung und seinem Aufbau in der Unterabteilung „Mit mittelgroßen Kationen; Ketten kantenverknüpfter Oktaeder“ zu finden ist, wo es zusammen mit Argutit, Plattnerit, Pyrolusit, Rutil, Tripuhyit, Tugarinovit und Varlamoffit die „Rutilgruppe“ mit der System-Nr. 4.DB.05 bildet.
Auch die vorwiegend im englischen Sprachraum gebräuchliche Systematik der Minerale nach Dana ordnet den Kassiterit in die Klasse der „Oxide und Hydroxide“ und dort in die Abteilung der „Oxide“ ein. Hier ist er zusammen mit Rutil, Ilmenorutil, Strüverit, Pyrolusit, Plattnerit, Argutit, Squawcreekit und Stishovit in der „Rutilgruppe (Tetragonal: P42/mnm)“ mit der System-Nr. 04.04.01 innerhalb der Unterabteilung „Einfache Oxide mit einer Kationenladung von 4+ (AO2)“ zu finden.

## Kristallstruktur

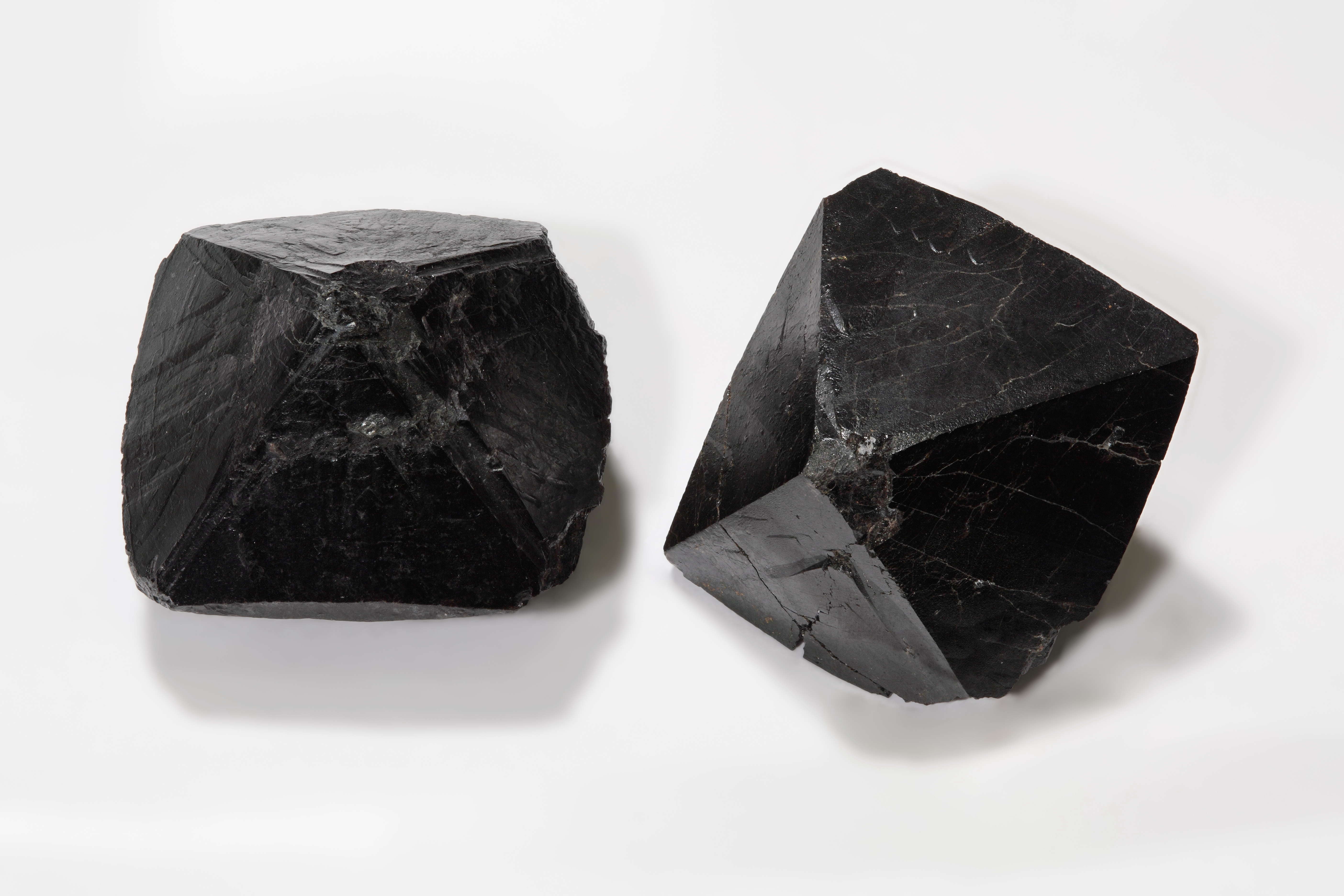
Kassiterit-Einkristalle, die besonders dessen kristallografische Natur zeigen: ditetragonal-dipyramidal

Kassiterit kristallisiert im tetragonalen Kristallsystem in der Raumgruppe P42/mnm (Raumgruppen-Nr. 136) mit den Gitterparametern a = 4,74 Å, c = 3,19 Å sowie zwei Formeleinheiten pro Elementarzelle.

## Bildung und Fundorte

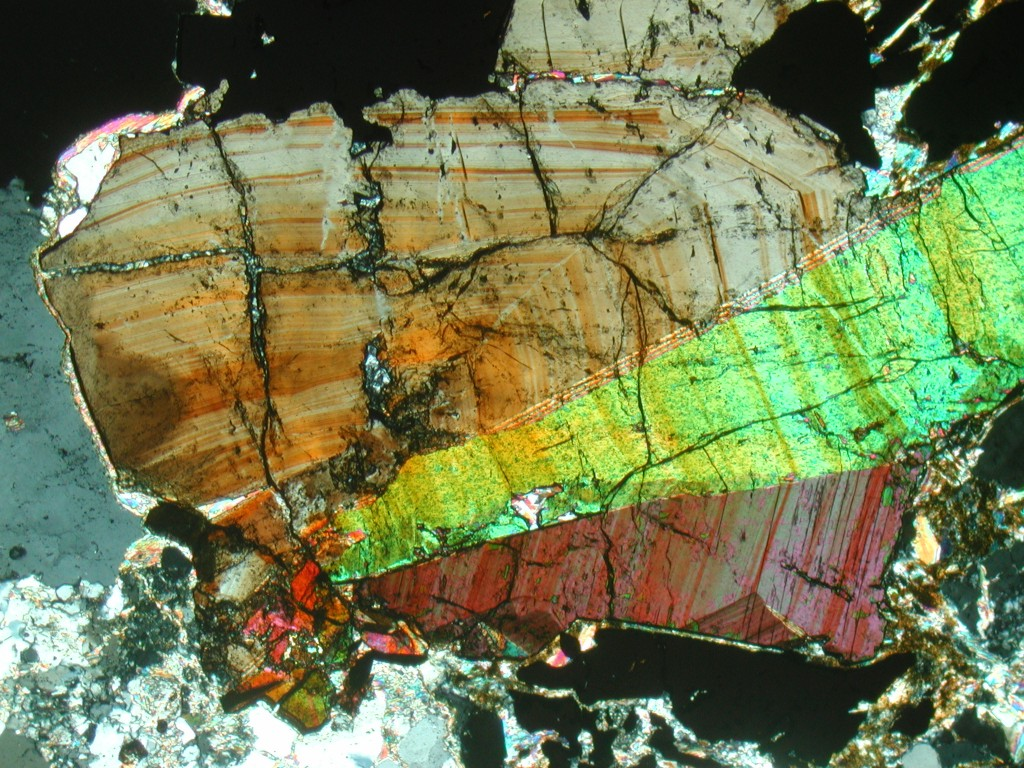
Zonierter Kassiterit im Dünnschliff von der Greisenlagerstätte Přebuz im Erzgebirge

Kassiterit kommt hauptsächlich in hydrothermalen Gängen, Greisen und granitischen Pegmatiten vor. Daneben findet es sich als Seifenzinn in Fluss-Sedimenten.
Kassiterit findet sich in Paragenese mit vielen verschiedenen Mineralen, so unter anderem mit Quarz, Muskovit, verschiedenen Turmalinen, Topas, Fluorit, Lepidolith, Scheelit sowie Erzmineralen wie „Wolframit“, Arsenopyrit, Molybdänit und Tantalit-(Mn).
Historisch bedeutsam waren die Lagerstätten im Erzgebirge, Fichtelgebirge und Cornwall. Die wichtigsten Lagerstätten mit heutigem Abbau befinden sich in Llallagua und Viloco in Bolivien, Hunan und Yunnan in der Volksrepublik China, Indonesien, Malaysia und Peru.
Weitere Fundorte waren oder sind unter anderem einige Regionen in Afghanistan; die Provinzen Constantine und Tamanrasset in Algerien; die Provinzen Jujuy, Salta, San Juan und San Luis in Argentinien; Rossarden/Tasmanien und viele weitere Regionen in Australien; Lüttich in Belgien; Belize; viele Regionen in Bolivien; Amazonas, Bahia, Goiás und Minas Gerais in Brasilien; viele Regionen in der Volksrepublik China; einige Regionen in Frankreich; viele Regionen in Großbritannien; einige Regionen in Kanada; Katanga, Kivu und Maniema in der Demokratischen Republik Kongo; Hokkaidō, Honshū und Kyūshū in Japan; Madagaskar; Mexiko; Panasqueira in Portugal, Tenkergin/Tschuktschen-Halbinsel in der Russischen Föderation, Horní Slavkov/Böhmen und Mähren in Tschechien; sowie viele Regionen in den USA.
Die Kassiterit-Vorkommen im Ostkongo befinden sich in einem Konfliktgebiet, zusammen mit Coltan, Gold und Wolframit zählt Kassiterit zu den maßgeblichen Konfliktrohstoffen im Kongokrieg.
Johann Wolfgang von Goethe beschäftigte sich im Rahmen seiner mineralogischen Studien auch mit den Kassiterit-Vorkommen, die sich in Böhmen befinden. Zu diesen Vorkommen entwickelte er ein eigenes Genesemodell. In seinem Nachlass befinden sich mehrere Notizen, die seine Deutung erkennen lassen. Im mineralogischen Lehrbuch Propädeutik der Mineralogie von Karl Cäsar von Leonhard wurde eine Beschreibung, die von Goethe verfasst wurde, abgedruckt.

## Verwendung

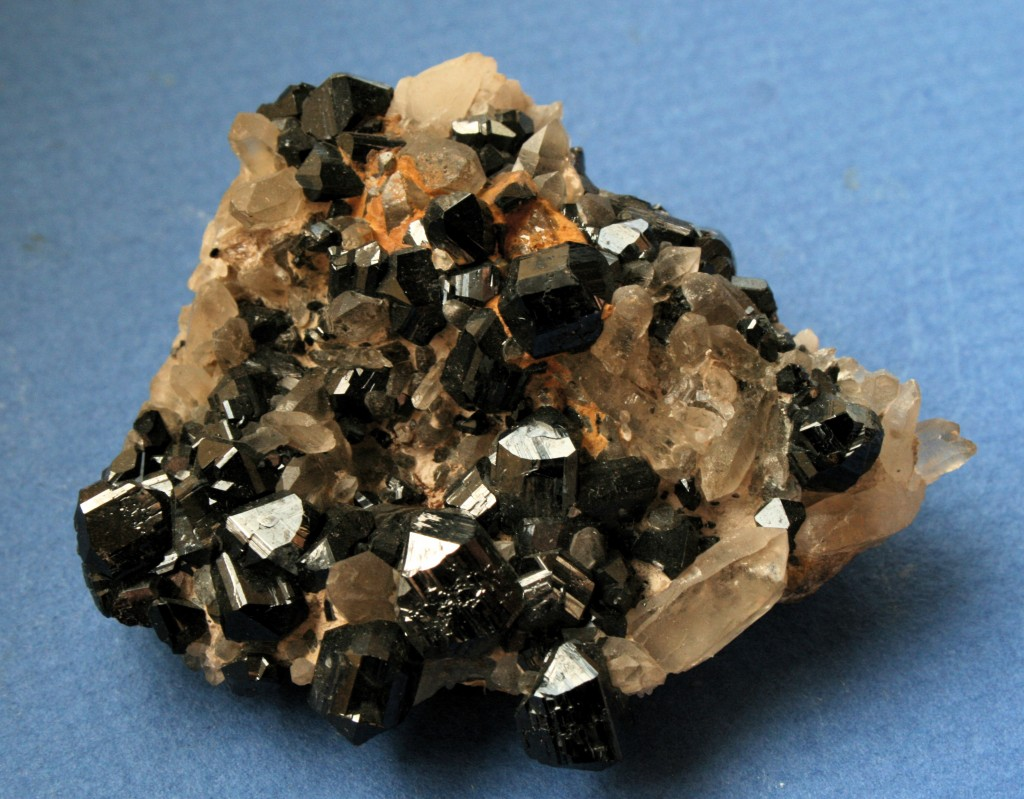
Tafeliger Kassiterit (Größe: 80 mm) und Quarz – Mt. Bischoff Mine, Bezirk Waratah, Tasmanien, Australien

### Als Rohstoff
Kassiterit ist mit einem (theoretischen) Zinn-Anteil von 78,8 Prozent das einzige weltweit bedeutende Zinnerz. Allerdings sind die Zinnatome oft teilweise durch Atome des Eisens, Titans, Niob, Tantals oder Zirconiums ersetzt und verringern damit den tatsächlichen Zinngehalt. Schlacken aus der Zinnverhüttung sind daher ein wichtiger Rohstoff für die Gewinnung von Tantal.
Zur weltweiten Fördermenge von Zinnerzen siehe Hauptartikel Zinn.
Kassiterit wird bei Temperaturen um die 1000 Grad Celsius verhüttet. Das gewonnene Zinn wird als ungiftiger, rostbeständiger Überzug von Stahlbehältern (Weißblech), sowie zur Herstellung verschiedener Haushaltsgegenstände wie Teller oder Krüge, aber auch Zier- und Spielgegenstände wie Zinnfiguren verwendet. Daneben dient es in Legierungen mit Blei und anderen Metallen auch als niedrigschmelzendes Weichlot.

### Als Schmuckstein
Gut ausgebildete Kristalle werden zu Schmucksteinen verarbeitet. Diese sind jedoch je nach Zinnanteil sehr empfindlich gegen verschiedene Säuren und Erwärmung. Kassiterit kann der Farbe und des Glanzes wegen leicht mit farbigen Diamanten, Rauchquarz, Scheelit, Zirkon und anderen verwechselt werden.